# Pennellianthus frutescens
Pennellianthus frutescens är en grobladsväxtart som först beskrevs av Lambert, och fick sitt nu gällande namn av Crosswhite. Pennellianthus frutescens ingår i släktet Pennellianthus och familjen grobladsväxter. Inga underarter finns listade i Catalogue of Life.

## Bildgalleri

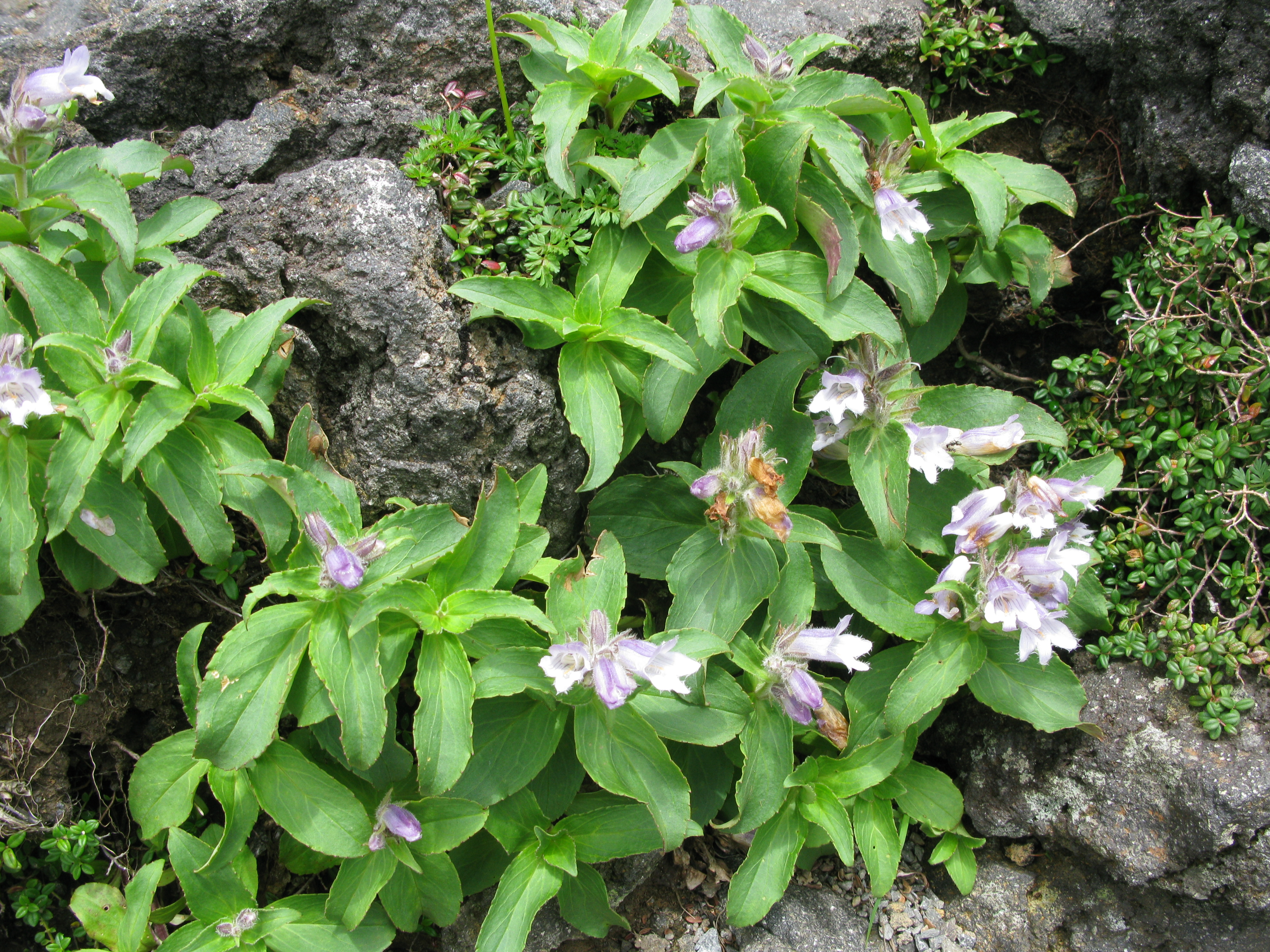
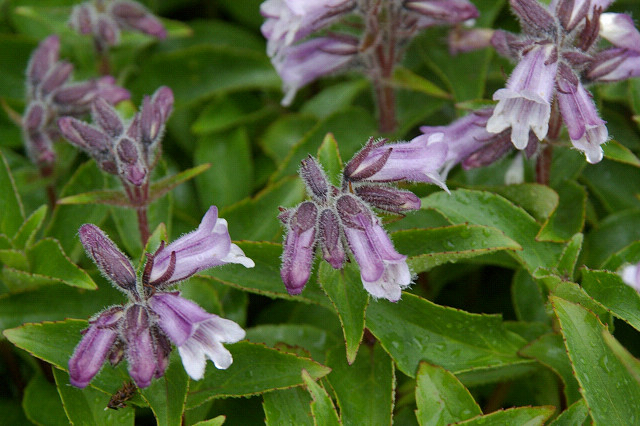
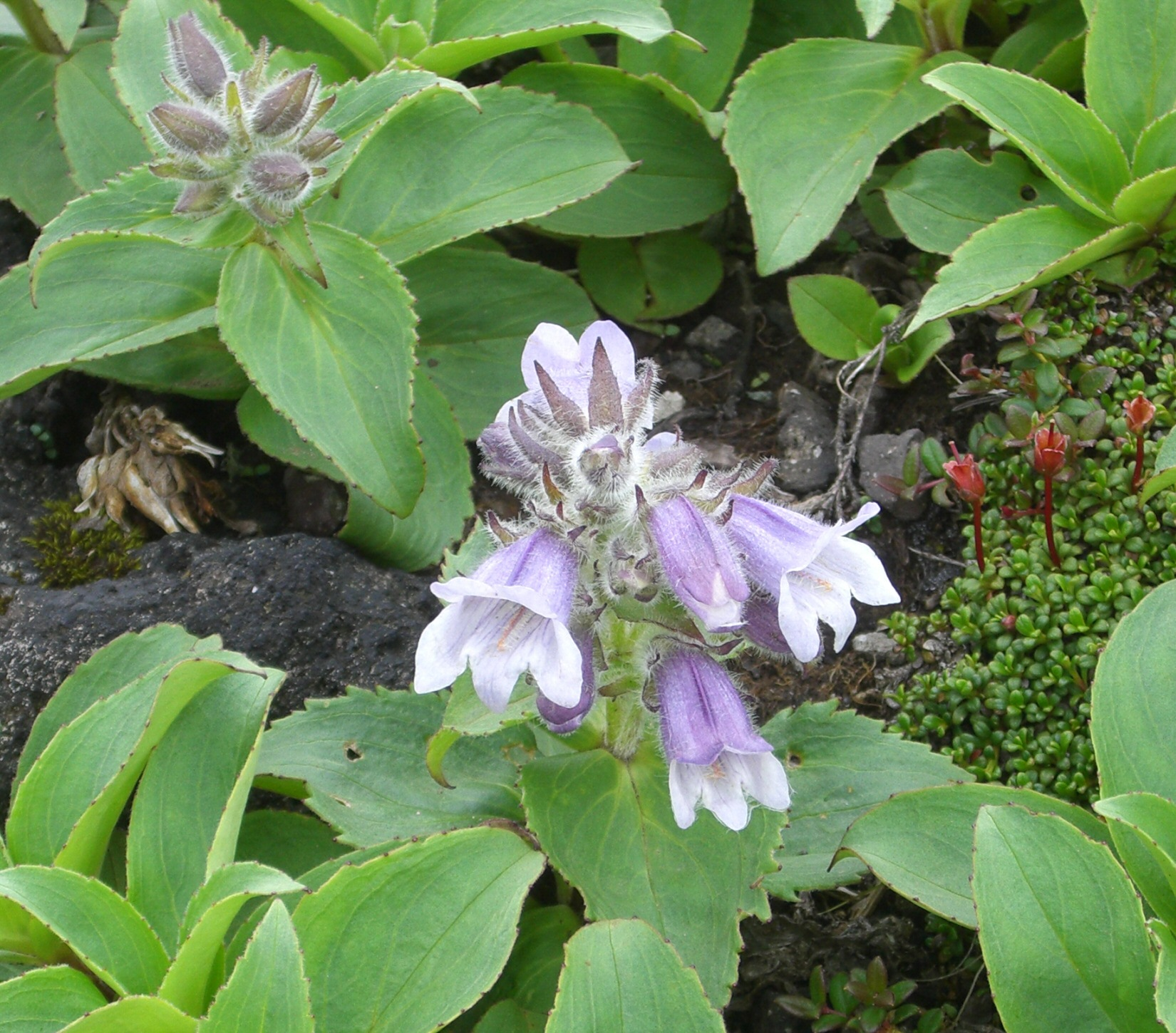